# 할렐루야 축구단
할렐루야 축구단(Hallelujah Football Club)은 대한민국 서울특별시에 있었던 축구 선수단이다. 한국기독교선교원이 운영했던 세미프로 축구단이며, 1980년에 창단되었고 1998년에 해단되었다. K리그 원년 구단이자 원년 우승구단이다.

## 역사
대한축구협회 회장이었던 최순영 신동아그룹 회장에 의해 창단되었다. 1980년 12월 20일 창단식을 거행하며 대한민국 프로축구단 제1호이다. 독실한 기독교 신자인 최순영 회장은 재단법인 한국기독교선교회(현 기독교선교횃불재단), 체육인 교회 등과 손을 잡고 할렐루야 축구단을 출범시켰다. 대한민국 최초의 기독교 선교 축구단이었다. 군 복무를 마친 이영무와 신현호 등을 포함해 체육인 교회 소속으로 충의에서 활약하던 박성화, 홍성호, 상업은행 소속의 박상인 등을 원년 멤버로 하는 국가대표급 선수단을 구축하여 1983년 수퍼리그(현 K리그)에 참가하였으며 당시 마스코트는 독수리였으며 원년 챔피언이 되었는데 이영무 신현호 조병득 김철용 박민재 이들 5명의 선수가 구단 운영 방침에 대한 반발을 이유로  1982년 4월 29일 해당 구단을 떠났으나 신현호 조병득은 뒷날 해당 구단으로 되돌아왔다.
그해 또 다른 기독교 선교 축구단인 임마누엘 축구단이 창단하였다. 당시 국내외 각종 대회에서 11회의 우승과 19회의 준우승을 거두며 최강이라 불리던 할렐루야는 선교를 목적으로 하는 두 팀을 유기적으로 운영하기 위해서 1985년 임마누엘을 합병하여 아마추어팀(2군 구단)으로 두었다. 그러나 1985 시즌 후 "아마추어로 남아 할렐루야 축구단 본연의 목적인 선교 활동에 중점을 두겠다"면서 아마추어로 전환하며 슈퍼리그를 탈퇴하였고 이 같은 사정 외에도  경기일정이 멕시코 월드컵 아시아 예선 일정과 겹쳐 각 구단의 주전선수들이 월드컵팀에 묶여 사실상 대회출전이 어려워져 1985년 10월 3일부터 11월 9일까지  홈 앤드 어웨이로 펼쳐질 계획이었던 프로축구선수권대회가 무산됐다(프로팀들로만 경기가 치러지는데 할렐루야는 전주 광주, 럭키금성은 대전 청주, 유공은 서울, 현대는 인천 의정부 강릉, 대우는 부산 마산, 포항제철은 포항 안동 홈경기가 예정됨).
이에 1년동안 할렐루야의 아마추어팀으로 있던 임마누엘은 할렐루야의 아마추어 전환으로 인해 다시 독자적인 팀으로 나오게 되었으며  프로축구선수권대회는 1986년 춘계리그와 추계리그 사이의 휴식기 동안 개최되었는데 홈앤드 어웨이의 지역연고에 기반한(대우-부산,경남 럭키금성-대전,청주 유공-서울 포항제철-대구,경북 현대-인천,경기도) 리그를 실행하려 했지만 "지역연고지제가 지역감정 유발의 한 요인이 된다"는 체육부의 반대 때문에 무산됐다.
이후 임마누엘 할렐루야 두 팀은 실업무대에서 격돌하였고 1992년 임마누엘이 자금난으로 인해 이랜드그룹에 인수되어서도 주요 대회에서 계속 맞붙으며 라이벌 관계가 유지되었다. 1998년 2월 IMF 경기 침체로 인해 자금난에 허덕인 이랜드가 구단 운영에서 손을 떼면서 다시 임마누엘로 돌아왔고 1998년 4월 춘계실업연맹전에서 맞붙었다. 그러나 이 대회에서 맞붙은 것이 할렐루야와 임마누엘의 마지막 경기가 되었다. 1998년 할렐루야가 경제 불황의 직격탄을 맞아 그 해 FA컵 11월 17일에 개최된 천안 일화와 16강전을 고별전으로 하여 해체되었다. 할렐루야가 해체된 후, 한편 또다른 기독교 계열 이랜드 푸마 축구단이 1998년 초 해체되고 임마누엘 축구단으로 재창단되어 1998시즌을 마쳤는데 시즌 후 임마누엘의 이영무 감독이 임마누엘 축구단을 기반으로 하여 해체된 할렐루야 선수들을 규합하면서 1999년 초 한국 기독교 22개 교단 총무단과 한국교회의 후원으로 재창단하여 1999 시즌에 참가하였으며 1999년 4월 3일 동대문운동장에서 공식 재창단 창립 예배를 가지고 올림픽 대표팀과 평가전을 치르고 여러 연고지와 구단명칭을 거쳐 현재의 고양 Hi FC가 되었다. 할렐루야 축구단과 고양 Hi FC간의 역사 정체성에 관해 논란이 제기된 적이 있다.

## 연고지 변천사
할렐루야 축구단이 수퍼리그에 참가했던 1983시즌에서 1985시즌은 체육부의 규제로 홈앤드어웨이를 하지 못 하고 전국순회방식으로 리그가 진행되던 시절로 형식상의 연고지이지만 연고지 변천사는 다음과 같다.
- 1983시즌: 강원+충남+충북
- 1984시즌: 강원
- 1985시즌: 전남+전북

한편, K리그는 1986년부터 홈 앤드 어웨이를 시행할 예정이었으나 지역감정의 한 요인이 된다는 체육부의 의견 때문에 무산됐는데 그 당시 신생팀이 호남 연고지 물망에 거론됐으며 1987년부터 홈 앤드 어웨이 제도가 시행됐고 이 해에는 주말 2연전이 시작된 동시에 홈과 어웨이를 유니폼으로 명확하게 구분짓는 야구에서 착안해 홈팀이 흰색, 원정팀이 유색 유니폼을 입었지만 선수들의 줄부상 등 여러 가지 문제 탓인지 주말 2연전은 1년 만에 폐지됐으며 다음 해부터 홈팀이 유색, 원정팀이 흰색 유니폼을 입는 것으로 변경됐다.
결국 1993년 1월 16일 완산 푸마가 최초 호남 연고 프로축구단으로  출범했지만 시즌 참여에 실패했고 그 이후 완산 제우 엑스터(1993.11 ~ 1994.2) 전북 엑스터(1994.2 ~ 3) 등으로 구단 명칭이 바뀌는 우여곡절 끝에 전북 버팔로로 1994년 3월 18일 구단 명칭을 변경하여 이 해 데뷔했으나 22패로 처참한 성적을 거두어 같은 해 말 해체됐으며 뒷날 현대자동차에 의해 전북 다이노스로 재창단되어 현재의 전북 현대 모터스로 이어지고 있으며 1995년 전라남도를 연고로 한 전남 드래곤즈가 창단됐고 2003년 광주광역시를 연고로 한 광주 상무 축구단이 창단됐지만 2011년 광주 FC의 창단에 따라 다른 지역으로  연고지를 옮겼다.

## 우승 기록

#### 리그
- K리그1

● 우승 (1): 1983
- 전국실업축구연맹전

● 우승 (2): 1990 추계, 1993 춘계
● 준우승 (5): 1986 추계, 1987 춘계, 1991 춘계, 1992 춘계, 1995 춘계

### 컵
- 전국축구선수권대회

● 준우승 (5): 1991, 1994, 1995, 1997, 1998
- 전국실업축구선수권대회

● 준우승 (1): 1998
- 대통령배 전국축구대회

● 우승 (1): 1988
● 준우승 (1): 1994

## 유명 선수
- 이영무
- 박상인
- 박창선
- 박성화
- 오석재
- 조병득
- 차상해
- 박종문
- 이승준
- 정성천
- 전경택

### 역대 감독
- 취임은 공식 취임식 일자이며 취임식이 없거나 미상인 경우 공식 선임 일자를 기재한다

| 순번 | 이름   | 취임       | 사임        | 재임시즌     | 비고                                                                |
| ---- | ------ | ---------- | ----------- | ------------ | ------------------------------------------------------------------- |
| 1대  | 김용식 | 1980/12/?? | 1982/03/051 | 1981–1982    |                                                                     |
| 2대  | 함흥철 | 1982/03/06 | 1985/??/??  | 1982–1985    |                                                                     |
| ?    | 황재만 | ?          | 1993/10/31  | 1988(?)–1993 | 기사를 통해 최소 1988년부터는 황재만 감독의 재임기간으로 확인되었다 |
| ?    | 신현호 | 1993/11/01 | 1996/10/19  | 1994–1996    |                                                                     |
| ?    | 함흥철 | 1996/10/20 | 1998/11/17  | 1997–1998    |                                                                     |